# Alev Siesbye
 (novembre 2021).
Si vous disposez d'ouvrages ou d'articles de référence ou si vous connaissez des sites web de qualité traitant du thème abordé ici, merci de compléter l'article en donnant les références utiles à sa vérifiabilité et en les liant à la section « Notes et références ».
Alev Ebuzziya Siesbye, née à Istanbul en 1938 est une céramiste danoise d'origine turque.

## Biographie
Alev Ebuzziya Siesbye naît en 1938.
Après des études de sculpture, elle part en Allemagne où elle travaille dans une usine de grès à Höhr-Grenzhausen, revient deux ans à Istanbul dans une usine de céramique et attirée par le design danois, part en 1962 à Copenhague. Elle vit au Danemark jusqu'en 1987, date à laquelle elle décide de partir à Paris.
Elle s'est bâti une réputation internationale de céramiste en modelant des bols. Elle les construit en utilisant la technique du colombin puis les termine sur un tour.

## Récompenses
- 1983 Médaille Eckersberg
- 1990 Louis Vuitton Möet Hennessy "Prix Science pour l'art"
- 1995 Médaille du Prince Eugène
- 2000 Chevalier de Dannebrogordenen, Danemark
- 2009 Chevalier de l'Ordre des Arts et des Lettres
- 2010 C.L. David's Honorary Legate